# Квадривіум
Квадри́віум (лат. quadrivium — «чотиридоріжжя») — цикл з чотирьох дисциплін вільних мистецтв у початковій школі у середньовіччі:
1. Арифметика;
2. Геометрія;
3. Астрономія;
4. Музика.

Квадривіум йшов за тривіумом.